# Triquetra

Triquetra a linea doppia

La trìquetra (o triquètra, dall'aggettivo latino triquetrus = "triangolare") è un antico simbolo a tre punte, di solito tra loro interconnesse. È una figura triangolare composta da tre archi intrecciati o (equivalentemente) da tre lenti sovrapposte di vesica piscis. È usata come motivo ornamentale in architettura e nella miniatura medievale, in particolare nella tradizione delle isole britanniche, a partire dal VII secolo circa.
Il termine viene erroneamente usato come sinonimo di triscele.

## Descrizione

Triquetra intrecciata con un cerchio

Dal punto di vista della matematica, può considerarsi una forma geometrica riconducibile a un intreccio costituito da due nodi: si ottiene intrecciando in modo non semplificabile un nodo a trifoglio e una curva chiusa semplice (cerchio, o nodo banale). La forma geometrica si ottiene presentando il suddetto intreccio in una figura sostanzialmente simmetrica, invariante per rotazioni di 120 gradi. La precedente figura viene anche semplificata nella corrispondente puramente bidimensionale (eliminando le distinzioni di sovrapposizione).
In alcune rappresentazioni la triquetra è intrecciata con un cerchio come simbolo celtico (un "nodo della Trinità"), successivamente adottato dall'iconografia cristiana come simbolo della Trinità.
Nella simbologia celtica la triquetra simboleggiava l'aspetto femminile del Divino, raffigurato come triplice divinità femminile di fanciulla, madre e anziana. Questa interpretazione, tuttavia, non è accolta da tutti poiché nel mondo tradizionale o culturale, specie antico, ben si conosceva il fatto che ciò che genera è madre e padre. La triquetra, quindi, dovrebbe essere intesa come una rappresentazione del ternario, con tutto ciò che simbolicamente richiama da sempre, e che rimanda al principio di creazione nella sua essenza.

## Storia

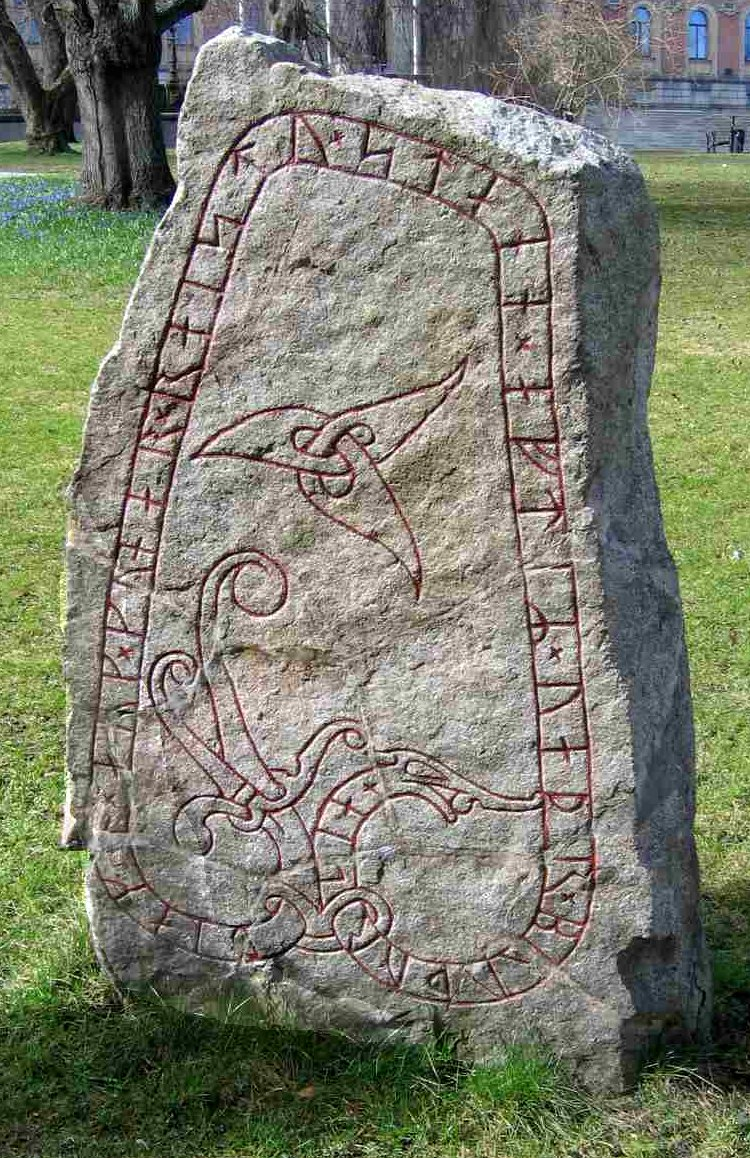
La triquetra al centro di una pietra runica a Uppsala

Il termine triquetra in archeologia è usato per qualsiasi figura costituita da tre archi, incluso un disegno a girandola del tipo del triscele. Tali simboli diventano frequenti a partire dal IV secolo a.C. circa nelle ceramiche decorate dell'Anatolia e della Persia, e appaiono sulle prime monete licie.

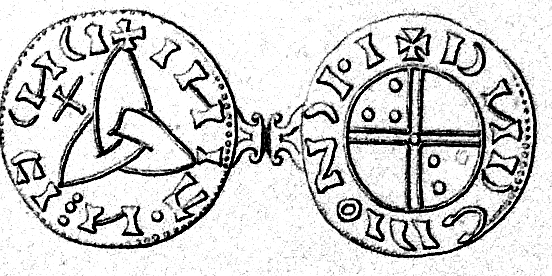
Triquetra intrecciata su un penny norvegese (XI secolo)

La triquetra si trova sulle pietre runiche dell'Europa settentrionale, come le pietre runiche di Funbo, e sulle prime monete germaniche. Assomiglia al valknut, un disegno di tre triangoli intrecciati, trovato nello stesso contesto.
La triquetra si ritrova nell'arte insulare, in particolare nella lavorazione dei metalli e nei manoscritti miniati come il Libro di Kells. Si ritrova in opere d'arte simili su croci e lastre paleocristiane. Un esempio di lavorazione della pietra altomedievale è il frithstool anglosassone dell'Abbazia di Hexham.
Il simbolo è stato interpretato come rappresentante la Santissima Trinità, soprattutto a partire dal revival celtico del XX secolo. L'intenzione originale degli artisti dell'alto medioevo è sconosciuta , è tuttavia, regolarmente utilizzato come simbolo trinitario nell'iconografia cattolica contemporanea.

## Uso moderno
La triquetra è spesso utilizzata artisticamente come elemento di design quando si realizzano nodi celtici, soprattutto in associazione con le moderne nazioni celtiche. La triquetra, nota anche come "nodo della Trinità irlandese", si trova spesso come elemento di design in popolari gioielli irlandesi come i claddagh e altri anelli nuziali o di fidanzamento.
Alcuni cristiani usano la triquetra come simbolo della Trinità.
I pagani celtici o neopagani possono usare la triquetra per simboleggiare una varietà di concetti e figure mitologiche. A causa della sua presenza nell'arte celtica insulare, si usa la triquetra per rappresentare una delle varie triplicità nella loro cosmologia e teologia (come la divisione tripartita del mondo nei regni di Terra, Mare e Cielo),  o come simbolo di una delle specifiche dee celtiche, ad esempio la dea della battaglia Morrígan . Il simbolo è talvolta usato anche dai Wicca, dalle Streghe Bianche e da alcuni seguaci della New Age per simboleggiare la Triplice Dea o come simbolo protettivo.
In araldica la triquetra è rappresentata in alcuni stemmi ed ha la stessa topologia del cosiddetto nodo gordiano.

## Nella cultura di massa
Nella serie fantasy americana Streghe (1998-2006) il triquetra era ampiamente utilizzato come simbolo nel Libro delle Ombre delle Halliwell , il libro di incantesimi, pozioni e altre informazioni che le sorelle usavano per combattere il male. Il triquetra era anche usato come simbolo delle Streghe del Trio e del loro Potere del Trio collettivo. Il triquetra nel Libro delle Ombre si rompeva e si separava quando il loro legame veniva temporaneamente spezzato da un demone.
Nella serie TV The Walking Dead (2010), la katana di Michonne presenta una triquetra, scelta per il suo significato di "simbolo della tripla dea".
Nella serie Netflix tedesca Dark (2017), simboleggia i cicli temporali chiusi delle grotte, ognuno dei quali è distante 33 anni l'uno dall'altro, con il passato che influenza il futuro e il futuro che influenza il passato. La Triquetra ha un valore simbolico significativo per i viaggiatori del tempo  e compare su porte, libri e fotografie.
La Triquetra è raffigurata sul martello di Thor nel film Thor del 2011. Dopo che Odino pronuncia a Mjölnir le parole "Chiunque tenga questo martello, se ne è degno, possiederà il potere di Thor", la Triquetra scompare. Rappresenta Asgard , Midgard e Útgard.
La Triquetra è utilizzata anche nel logo dello sviluppatore di videogiochi Treyarch, uno degli sviluppatori del franchise Call of Duty.